# ダミアン・ウォルターズ
ダミアン・ウォルターズ（Damien Walters、1982年4月6日 - ）は、イギリスのダービー出身のトランポリン競技選手。性別は男。種目はタンブリング。
個人戦では、2003年と2005年の世界トランポリン競技選手権、2005年のワールドゲームズでそれぞれ5位。2005年のワールドカップシリーズ・オステンド大会では優勝。団体戦では、2003年の世界トランポリン選手権でイギリス代表チームに加わり、イギリス史上初となる優勝を収めた。

## 主な成績
- 2001年 世界トランポリン競技選手権（2001 TWC）団体4位
- 2003年 世界トランポリン競技選手権（2003 TWC）個人5位、団体1位
- 2004年 全英シニア 個人1位
- 2005年 世界トランポリン競技選手権（2005 TWC）個人5位
- 2005年 ワールドゲームズ 個人5位
- 2005年 ワールドカップシリーズ・オステンド大会 個人1位
- 2007年 全英タンブリング・アクロ選手権（British Tumbling and Acro Championships）個人1位[3]
- 2007年 世界トランポリン競技選手権（2007 TWC）団体4位